# صباح السالم
شهر صباح السالم (به عربی: صباح السالم) در استان مبارک‌الکبیر در کشور کویت واقع شده‌است. جمعیت این شهر ۵۶٫۲۶۱ نفر است.